# Ceratophyllum muricatum
Ceratophyllum muricatum, vodena trajnica iz roda voščika, jedna od pet ili šest vrsta u porodici voščikovki. Raširena je po dijelovima Europe, Azije i Afrike, a raste i u Americi u Sjevernoj Karolimi, Georgiji i Floridi.

## Podvrste
- Ceratophyllum muricatum subsp. australe (Griseb.) D. H. Les, Kew je priznaje kayo vrstu, Ceratophyllum australe Griseb.
- Ceratophyllum muricatum subsp. kossinskyi (Kuzen.) Les
- Ceratophyllum muricatum subsp. muricatum